# Алексей Толстой (поет)
 За съименника на граф Алексей Толстой вижте Алексей Николаевич Толстой
Граф Алексей Константинович Толстой е руски поет, романист и драматург, член-кореспондент на Петербургската академия на науките. Известен е с изящните си балади, сатиричните си стихотворения, историческата си проза (трилогията „Смъртта на Иван Грозни“, „Цар Фьодор Иванович“ и „Цар Борис“) и, най-вече, с участието си, заедно със своите братовчеди, тримата братя Жемчужини, в литературната мистификация Козма Прутков.
На 10 октомври 1875 г. графът, страдащ от главоболие, по погрешка си инжектира свръхдоза морфин и умира.